# Porozumienie Ha’awara
Porozumienie Ha’awara (hebr. הֶסְכֵּם הַעֲבָרָה, heskem ha-awara, tłumaczone: „umowa o transferze”) – umowa między nazistowskimi Niemcami a niemieckimi Żydami, podpisana 25 sierpnia 1933 r. Umowa została sfinalizowana po trzech miesiącach negocjacji między Federacją Syjonistyczną Niemiec, Anglo-Palestyńskim Bankiem (zarządzanym przez Agencję Żydowską dla Izraela) oraz Ministerstwem Gospodarki nazistowskich Niemiec. Był to główny czynnik umożliwiający migrację około 60 000 niemieckich Żydów do Palestyny w latach 1933–1939.
Chcący skorzystać z możliwości emigracji Żydzi, musieli pozostawić za sobą swoje majątki i zakupić na nowo potrzebne im w nowym domu towary. W wyniku tego rynek niemiecki, na którym to wyłącznie można było zakupów do transferu dokonać, wzbogacił się o około 1,4 mld dzisiejszych dolarów amerykańskich (przeliczenie na rok 2022). Emigrantom zezwalano zabrać tylko bagaż podręczny i 1000 funtów szterlingów w gotówce, z których to 39% (zgodnie z umową Ha-Awara) pobierał żydowski wydział komunalny w Palestynie.
Porozumienie Ha-Awara było uważane przez niektóre koła niemieckie za możliwy sposób rozwiązania „problemu żydowskiego”. Umowę upamiętniono wybiciem propagandowego medalu okolicznościowego. Po niemieckiej inwazji na Polskę we wrześniu 1939 r. program został zakończony.